# 웨슬리 로

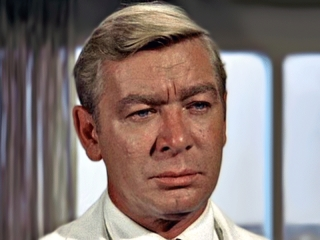

웨슬리 로(Wesley Lau, 1921년 6월 18일 ~ 1984년 8월 30일)는 미국의 배우, 텔레비전 배우이다.
시보이건에서 태어났으며 로스앤젤레스에서 사망하였다. 사인은 심근 경색이다.  포리스트 론 메모리얼 파크에 매장되었다.

## 방송
- 페리 메이슨

## 영화
- 암흑의 거리 (1975년)
- 타임 터널 (1966년)
- 제5전선 (1966년)
- 알라모 (1960년)
- 보난자 (1959년)
- 피터 건 (1958년)
- 나는 살고 싶다 (1958년)
- 서부의 파라딘 (1957년)
- 페리 메이슨 (1957년)
- 딜론 보안관 (1955년)
- 디즈니랜드 (1954년) - 미스터 파커 역